# Jesper Sundman
Jesper Sundman es un deportista sueco que compitió en vela en la clase Star. Ganó una medalla de plata en el Campeonato Europeo de Star de 2014.

## Palmarés internacional
| \| Campeonato Europeo \| Campeonato Europeo \| Campeonato Europeo \| Campeonato Europeo \| \| Año \| Lugar \| Medalla \| Clase \| \| ------------------ \| ------------------ \| ------------------ \| ------------------ \| \| 2014 \| Brunnen (Austria) \| Medalla de plata \| Star \| |                   |                  |       |
| Campeonato Europeo |                   |                  |       |
| Año | Lugar             | Medalla          | Clase |
| 2014 | Brunnen (Austria) | Medalla de plata | Star  |